# A Saga de Darren Shan
A Saga de Darren Shan (The Saga of Darren Shan) é uma série de doze livros  infanto-Juvenil escrito por Darren Shan sobre a vida de um jovem que se vê envolvido no mundo dos vampiros. O próprio autor da série se coloca como protagonista. 

## A Saga de Darren Shan (The Saga of Darren Shan)
A série de doze livros está distribuída em quatro trilogias:

### Sangue Vampírico
- Circo dos Horrores (Cirque du Freak) (1999)
- O Assistente de Vampiro (The Vampire's Assistant) (2000)
- Túneis de Sangue (Tunnels of Blood) (2000)

### Ritos Vampíricos
- A Montanha do Vampiro (Vampire Mountain) (2001)
- Provas Mortais (Trials of Death) (2001)
- O Príncipe Vampiro (The Vampire Prince) (2002)

### Guerra Vampírica
- Caçadores do Crepúsculo (Hunters of The Dusk) (2002)
- Aliados da Noite (Allies of The Night) (2002)
- Assassinos da Alvorada (Killer of The Dawn)  (2003)

### Destino Vampírico
- O Lago das Almas (The Lake of Souls)  (2003)
- Senhor das Sombras (Lord of The Shadows)  (2004)
- Filhos do Destino (Sons of Destiny)  (2004)